# Gunung Sejuk (berg i Indonesien, lat 4,71, long 96,56)
Gunung Sejuk är ett berg i Indonesien.   Det ligger i provinsen Aceh, i den västra delen av landet, 1 700 km nordväst om huvudstaden Jakarta. Toppen på Gunung Sejuk är 1 629 meter över havet.
Terrängen runt Gunung Sejuk är kuperad åt sydväst, men åt nordost är den bergig. Runt Gunung Sejuk är det ganska tätbefolkat, med 155 invånare per kvadratkilometer. I omgivningarna runt Gunung Sejuk växer i huvudsak städsegrön lövskog.